# Sillano
Sillano là một đô thị ở tỉnh Lucca trong vùng Toscana, có cự ly khoảng 90 km về phía tây bắc của Florence và khoảng 45 km về phía tây bắc của Lucca. Tại thời điểm ngày 31 tháng 12 năm 2004, đô thị này có dân số 767 người và diện tích là 62,2 km².
Sillano giáp các đô thị: Collagna, Fivizzano, Giuncugnano, Ligonchio, Piazza al Serchio, San Romano in Garfagnana, Villa Collemandina, Villa Minozzo.